# Uncle Tom's Cabin (canção)
"Uncle Tom's Cabin" é o terceiro single do álbum Cherry Pie, lançado em 1991 pela banda de glam metal e hard rock Warrant. Antes da canção "Cherry Pie" ser escrita, "Uncle Tom's Cabin" seria o título do álbum como também o primeiro single a ser lançado. Embora tenha o mesmo nome do clássico romance escrito por Harriet Beecher Stowe, a canção conta a história de uma testemunha que sabe sobre o envolvimento da polícia local em um assassinato duplo e que parece ter nada a ver com racismo, a escravidão, ou os estados do sul americanos (embora as gravações do videoclipe tenham sido feitas em Louisiana). A canção foi lançada como single sem a introdução de guitarra solo acústica e alcançou a posição #78 na Billboard Hot 100.

## Faixas
Estados Unidos 7" Single
| N.º | Título                  | Duração |  |
| 1.  | "Uncle Tom's Cabin"     | 3:27    |  |
| 2.  | "Sure Feels Good to Me" | 2:38    |  |

## Desempenho nas paradas musicais
| Parada musical (1991)                       | Melhor posição |
| ------------------------------------------- | -------------- |
| Estados Unidos (Billboard Hot 100)          | 78             |
| Estados Unidos (Hot Mainstream Rock Tracks) | 19             |